# دوربین مداربسته

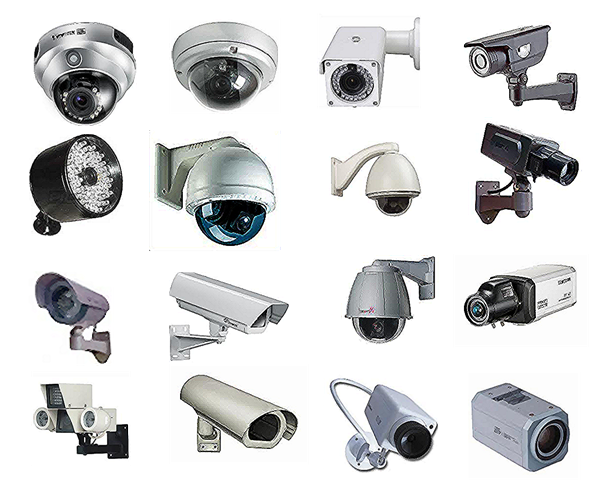
انواع مختلفی از دوربین‌های مداربسته

دوربین‌‌های مداربسته (به انگلیسی: Closed-Circuit Television) (CCTV) دسته ای از دوربین‌ها هستند که معمولاً برای نظارت بر اماکن داخلی و خارجی مورد استفاده قرار می‌گیرند و بسته به شرایط محیط انواع مختلفی دارند. این دوربین‌ها به گروه‌های مختلفی مانند دوربین‌های آنالوگ، دوربین‌های دیجیتال و دوربین‌های تحت شبکه تقسیم می‌شوند.
یک مهندس آلمانی به نام والتر بروش مخترع دوربین مداربسته بود. اولین رونمایی از دوربین مداربسته در اماکن عمومی در آمریکا در سال ۱۹۱۳ بود.

## تاریخچه
اولین دوربین مدار بسته در سال ۱۹۴۲ توسط ارتش آلمان نازی برای نظارت بر چگونگی شلیک موشک V2 در ایستگاه پرتاب این موشک نصب شد. حدود ۷ سال بعد در آمریکا سیستم‌های مدار بسته تجاری به بازار آمد با نام Vericon و جالب توجه است که استفاده از این دوربین‌ها نیازی به مجوز دولتی نداشته‌است.
اولین دوربین‌های تحت شبکه در سال ۱۹۹۶ توسط شرکت "Axis" با استفاده از پایه نرم‌افزاری لینوکس (Linux) تولید شد، این دوربین‌ها براساس استانداردهای HTTP و RTSP طراحی گردیده بود و از استانداردهای IP
برای ارسال تصاویر در قالب اطلاعات (Data) استفاده می‌کرد.
دوربین مداربسته از طریق ثبت اطلاعات تصویری یک محیط امکان پیگیری شخصی یا قضایی پس از وقوع جرم را مهیا می‌کند. امروزه استفاده از تصاویر دوربین‌های مداربسته در سطح شهر به بخشی از روند پیگیری پلیس و سازمان‌های امنیتی تبدیل شده. داشتن تصویر از محل وقوع جرم، روند اجرای آن یا افراد متخلف درگیر، امکان پیگیری و جلب مجرمین را به شدت بالا می‌برد. از منظر قضایی نیز تصویر ضبط شده در دوربین‌های مداربسته به عنوان یک مدرک کاملاً معتبر شناسایی می‌شود و می‌توان به راحتی به آن استناد کرد.
در گذشته رزولوشن دوربین مداربسته را با واحدی به نام تی وی لاین می شناختند که بعد از ورود تکنولوژی های جدید و تغییر نیاز مصرف کنندگان، رزولوشن ها با واحدی به نام مگا پیکسل شناخته می شوند.

## ساختار اصلی
- بدنه دوربین: قاب اصلی و قاب پوششی خارجی که نسبت به فضای مورد استفاده آن را انتخاب می‌کنند
- بخش‌های الکترونیکی دوربین: سنسور، بورد اصلی، کانکتور و بورد تغذیه
- لنز دوربین: لنزهای دارای قابلیت زوم نوعی از لنزها است که با تغییر فاصله کانونی و بزرگ نمایی دوربین، ثبت دقیق تر تصاویر از نقطه ای خاص را ممکن می‌سازد. هر چه فاصله کانونی لنز بیشتر باشد تصویر را کمتر متمرکز می‌کند و زاویه دید دوربین کمتر خواهد بود. این لنزها معمولاً دارای فوکوس خودکار نیز هستند. برخی از دوربین‌های مدار بسته دارای موتور مکانیکی هستند و دارای قابلیت حرکت و تغییر زاویهٔ دید لنز بوده و تغییر منطقهٔ پوشش تصویری دوربین را ممکن می‌کنند.[۲]

### انواع لنز دوربین‌های مداربسته
- لنزهای fix
- لنزهای fix صنعتی
- لنزهای fix مینی کمرا
- لنزهای (varifocal) فاصله کانونی متغیر
- لنزهای (motorize) موتور دار

## انواع دوربین مداربسته
بر اساس نوع حسگر:
حسگر سی سی دی (CCD)
حسگر پیکسل-فعال (CMOS)
بر اساس نوع سیگنال خروجی:
- آنالوگ
- دیجیتال

بر اساس نحوهٔ انتقال تصاویر:
بی‌سیم
سیمی
بر اساس محل نصب:
محیط داخلی (سقف دار)
محیط بیرونی (فضای باز)
بر اساس شکل ظاهری و نوع کاربرد:
دوربین‌های مداربستهٔ گنبدی (Dome) : این دوربین‌ها معمولاً زیر سقف نصب می‌شوند. 

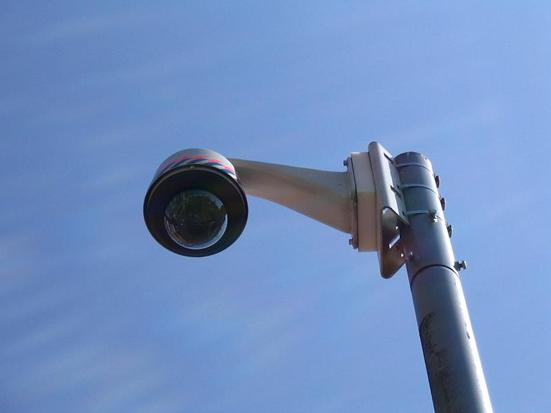
دوربین اسپید دام نصب شده روی دکل

دوربین‌های مداربستهٔ جعبه ای (Box): این دوربین‌ها معمولاً دارای بدنه ای مستطیلی شکل و پلاستیکی هستند که لنز آن‌ها به صورت جدا بر روی دوربین نصب می‌شود.
دوربین‌های مداربستهٔ گلوله ای (Bullet): این دوربین‌ها معمولاً بدنه ای استوانه‌ای شکل داشته و عموماً فلزی هستند.
دوربین‌های مداربستهٔ اسپید دام (Speed dome): دوربین‌های گردان را با نام‌های متفاوتی می‌شناسند بعضی از این نام‌ها عبارت اند از Fast dome,Speed dome,PTZ. کاربر این دوربین‌ها می‌تواند دوربین را به جهات مورد نظر خود بچرخاند.
دوربین‌های مداربستهٔ مینیاتوری (Mini Camera): این دوربین‌ها دوربین‌های کوچکی هستند که بیشتر به عنوان دوربین‌های مخفی استفاده می‌شوند.
دوربین‌های مداربستهٔ دید در شب: اصطلاح IR مخفف واژهٔ (Infrared) به معنای طیف مادون قرمز است. این دوربین‌ها دارای قابلیت دید در شب بوده و به جای استفاده از طیف مرئی از طریق دریافت نور مادون قرمز از اجسام امکان تصویر برداری در شب را فراهم می‌کنند.
دوربین‌های مداربستهٔ حرارتی (Thermal): ثبت تصاویر در این دوربین‌ها ارتباطی به نور مرئی نداشته و تصاویر خروجی این دوربین‌ها بر اساس دما و حرارت اجسام تهیه شده و به کاربر نمایش داده می‌شوند.

## مقایسهٔ دوربین‌های مداربستهٔ آنالوگ و دیجیتال
کیفیت تصاویر: دوربین‌های دیجیتال، معمولاً کیفیت بالاتری از دوربین‌های آنالوگ دارند.
پردازش تصاویر: گرچه دوربین‌های آنالوگ قابلیت‌های اولیه‌ای در این زمینه دارند اما قابلیت‌های اصلی پردازش تصویر (تشخیص چهره، پلاک خودرو و …) تنها در دوربین‌های دیجیتال در دسترس هستند.
محل ذخیرهٔ تصاویر: تصاویر ثبت شده توسط دوربین‌های مداربستهٔ آنالوگ معمولاً در یک نوار یا کاست ذخیره‌سازی می‌شوند اما تصاویر ثبت شده توسط دوربین‌های دیجیتال بسته به نوع دوربین می‌تواند بر روی هارد دستگاه، کارت‌های حافظه، لوح فشرده یا فضای ابری (Cloud) ذخیره شوند.
قیمت: هزینهٔ دوربین‌های آنالوگ معمولاً پایین‌تر از دوربین‌های دیجیتال است.

## تعرفه نصب دوربین مداربسته
تعرفه نصب دوربین مداربسته به موارد متعددی بستگی دارد؛ اینکه چه برندی و چه پروژه ای دارای تعرفه کمتر یا بیشتری باشد نیاز به نیاز سنجی دقیق پروژه شما دارد.
به هر حال؛ میانگین شروع هزینه نصب دوربین مداربسته در سال 1403 خورشیدی بدون احتساب کابل و تجهیزات جانبی حداقل 250.000 تومان است؛ سپس با توجه به نوع دوربین و تجهیزات جانبی مورد نیاز و همچنین با برآورد متراژ سیم و کابل مورد نیاز برای نصب، بهای نهایی مشخص می‌شود.